# Виноград, Терри
Терри Аллен Виноград (род. 24 февраля 1946, Такома-Парк, штат Мэриленд) — американский исследователь искусственного интеллекта, профессор компьютерных наук Стэнфордского университета, член Ассоциации по вычислительной технике (2009).
Известен трудами по философии сознания, искусственного интеллекта и работой над естественным языком в системе SHRDLU.

## Жизнь и работа
Родился в семье инженера-электрика, вскоре занявшегося предпринимательской деятельностью в области сталелитейной промышленности.
Программа SHRDLU была написана им как кандидатская диссертация в Массачусетском технологическом институте в период 1968—1970 годов.
При разработке программы Терри пытался обеспечить компьютер достаточным «пониманием», чтобы иметь возможность использовать естественный язык для общения. Программа может воспринимать и обрабатывать такие командные конструкции: «Найдите блок, который выше того, который вы держите, и поместите его в коробку», и выполнять запрошенное действие с помощью имитируемой руки, движущейся по блоку.
Программа также может ответить вербально, например: «Я не знаю, какой блок вы имеете в виду». Программу SHRDLU можно рассматривать исторически как один из классических примеров того, как трудно для программиста создание семантической памяти компьютера вручную, и как ограничены или «хрупки» такие программы. Его подход отошел от классического искусственного интеллекта, столкнувшись с критикой когнитивизма Гильберта Дрейфуса, и встречи с чилийским философом Фернандо Флоресом. В 1986 году они опубликовали критическую оценку, основанную на феноменологии под названием «Понимание компьютеров и познания: новая основа для дизайна». Во второй половине 1980-х годов Виноград работал с Флоресом над ранней формой группового программного обеспечения. Их подход был основан на анализе «разговор в обмен на действие». 
В начале 1980-х годов Виноград был одним из основателей и президентом организации «Компьютерные профессионалы за социальную ответственность» — ученых-компьютерщиков, обеспокоенных ядерным оружием, SDI, и увеличением участия Министерства обороны США в области компьютерных наук. Работа Винограда в Стэнфорде была сосредоточена на проектировании программного обеспечения, понимаемом в более широком смысле, чем просто его разработка. В 1991 году он основал «Проект людей, компьютеры и дизайн» с целью поощрения преподавания и научных исследований в разработке программного обеспечения. В книге «От проекта до программного обеспечения» описываются некоторые из этих работ. Основная идея книги сводится к тому, что проектирование программного обеспечения является самостоятельным видом деятельности, таким же, как анализ и программирование, но оно должно основываться на них.
Начиная с 1995 года Виноград консультировал аспиранта Стэнфордского университета Ларри Пейджа, который работал над исследовательским проектом веб-поиска. 1998 года Пейдж взял отпуск в Стэнфорде, чтобы стать соучредителем Google. В 2002 году Виноград взял академический отпуск от преподавания и провел некоторое время в Google как приглашенный исследователь. Там он изучал пересечение теории и практики взаимодействия человека с компьютером.
В последнее время Виноград продолжал исследования общих вычислений, в том числе использование распределенных вычислений в совместной работе. Сегодня Виноград продолжает проводить исследования в Стэнфордском университете и преподавать классы и семинары по взаимодействию человека с компьютером.
Активист Американской еврейской всемирной службы.